# تراموا استانبول
تراموا استانبول (انگلیسی: Istanbul Tram) سیستم تراموا در شهر استانبول، ترکیه است.
این تراموا که در سال ۱۹۹۲ تأسیس شده دارای ۳ خط، ۶۵ ایستگاه و ۴۱٫۶ کیلومتر طول است.

## نگارخانه

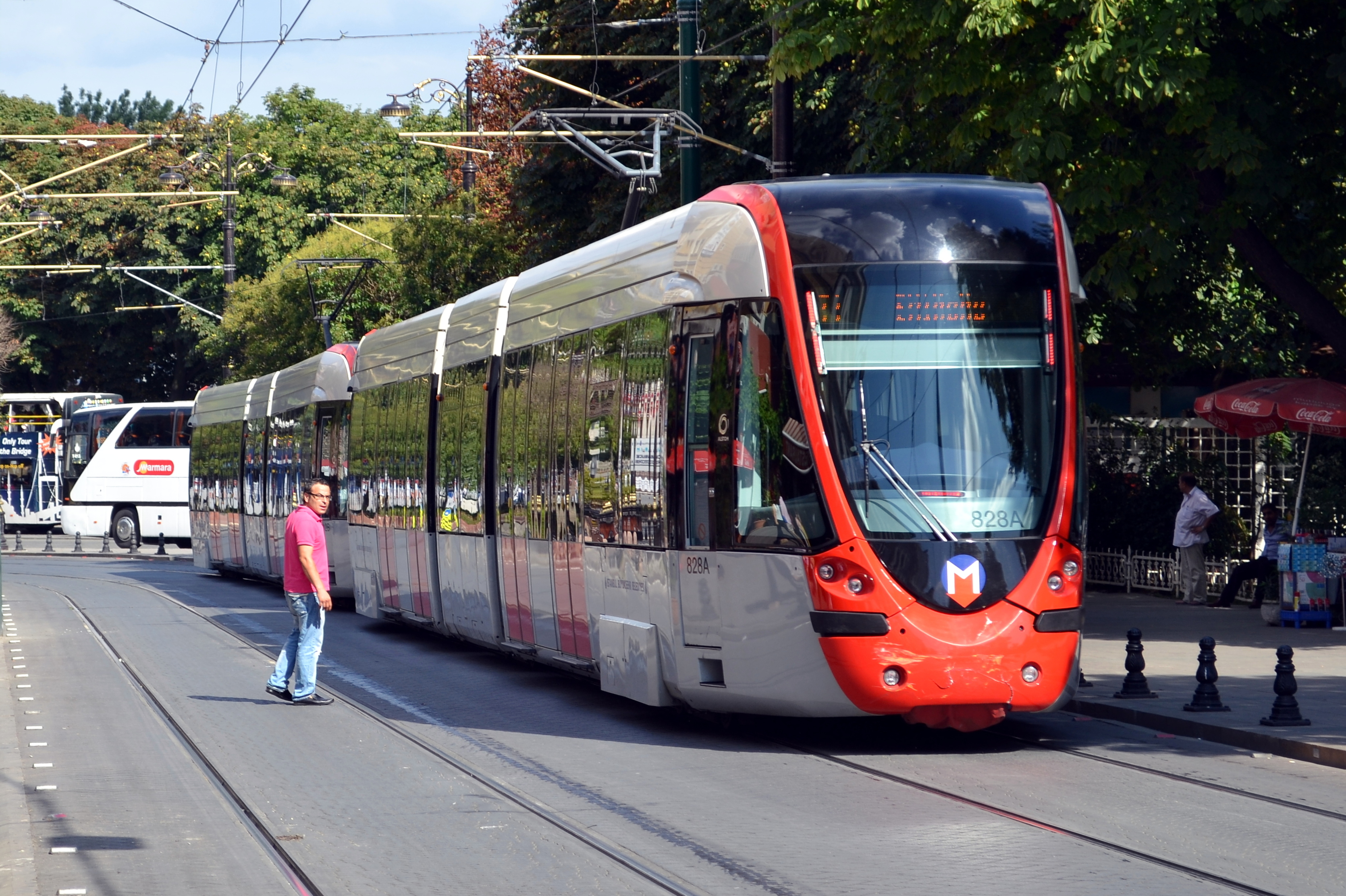
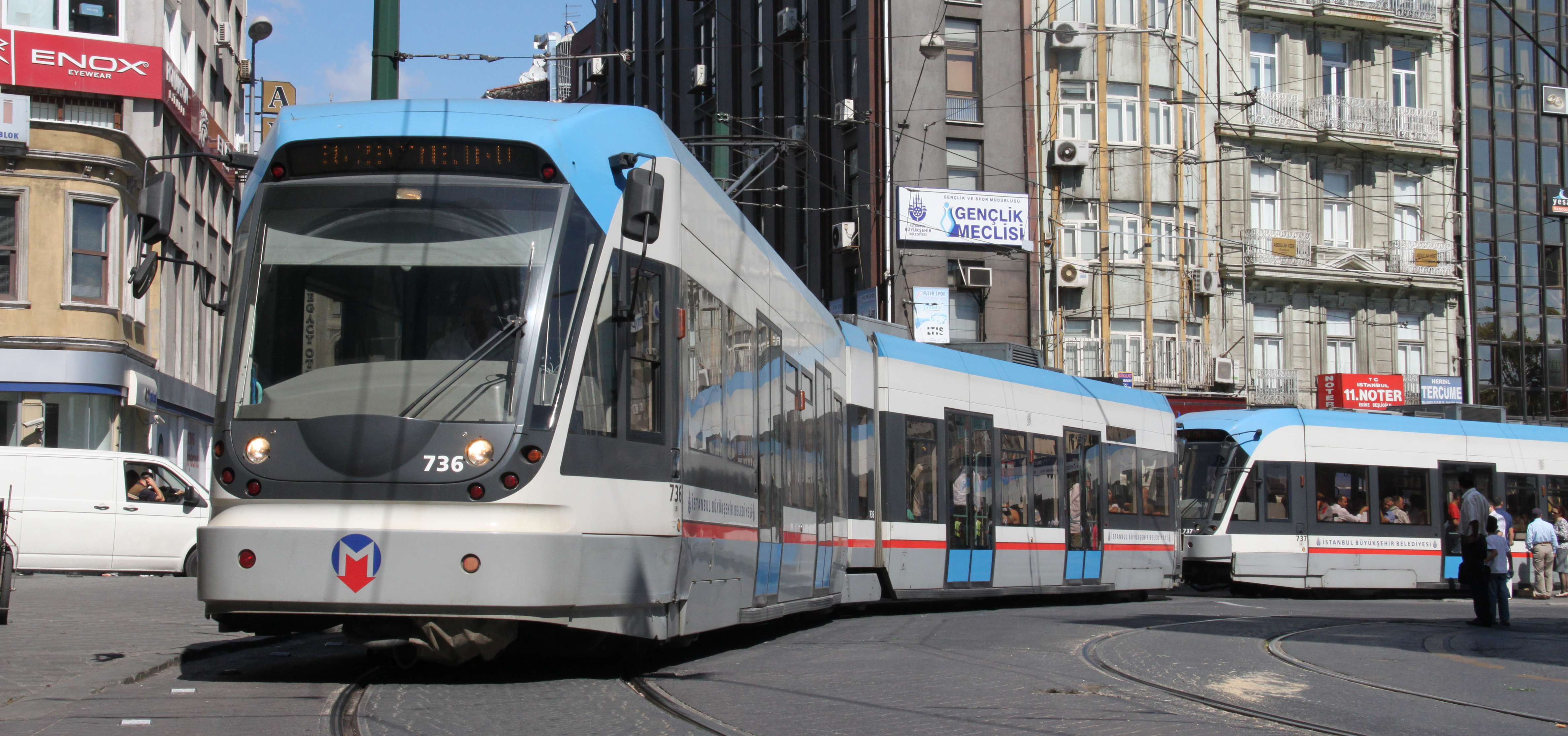
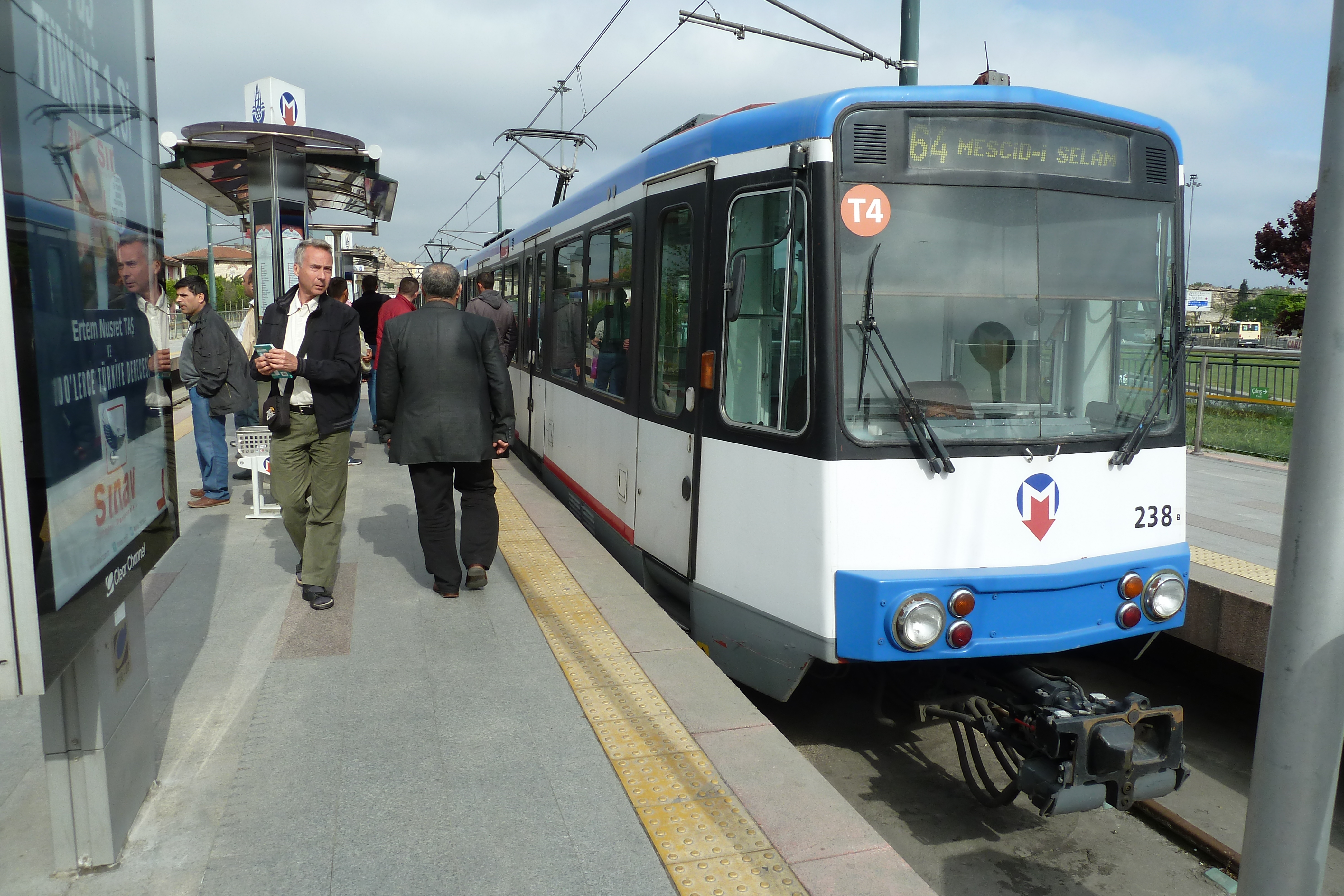
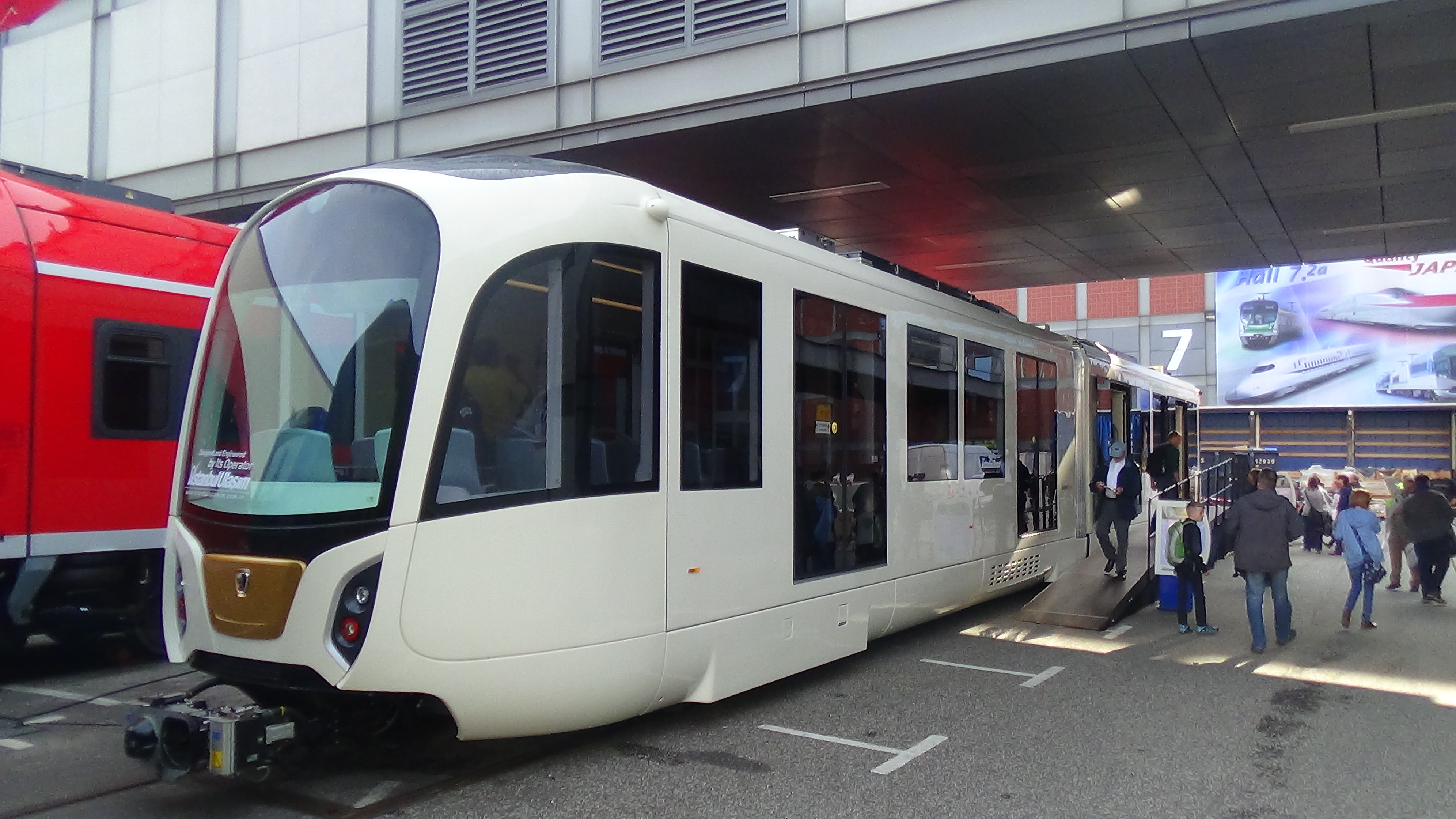

خط تی۱

خط تی۴